# Медведевский район
Медве́девский райо́н (мар. Медведево кундем) — административно-территориальная единица и муниципальное образование (муниципальный район) в составе Республики Марий Эл Российской Федерации.
Административный центр района — посёлок городского типа Медведево.

## География
Медведевский муниципальный район расположен в центральной части Республики Марий Эл. На севере он граничит с Кировской областью и Оршанским районом, на востоке с Советским районом, на юге с Звениговским районом, на западе с Килемарским районом.
Площадь района 2800 км² (или 280 000 га).
Район образован в декабре 1943 года.
Административным центром является посёлок городского типа Медведево, расположен в 8 км от столицы республики г. Йошкар-Ола.
Район состоит из 2 городских поселений (Медведевское и Краснооктябрьское) и 16 сельских поселений (Азановское, Азяковское, Ежовское, Знаменское, Кузнецовское, Кундышское, Куярское, Люльпанское, Нурминское, Пекшиксолинское, Русско-Кукморское, Руэмское, Сенькинское, Сидоровское, Шойбулакское и Юбилейное).
Число населённых пунктов — 160.
Водные ресурсы

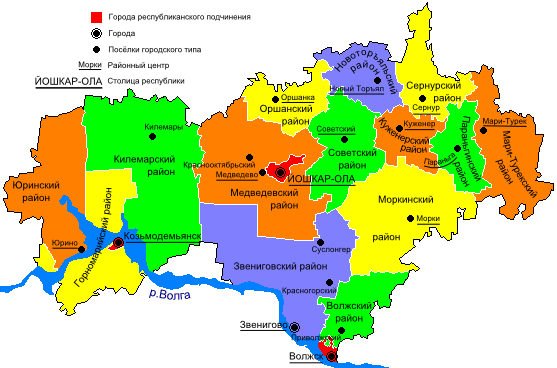
Республика Марий Эл

По территории района протекают реки Малая и Большая Кокшага, 26 малых рек, имеются 16 озёр, 32 пруда с плотинами, 66 болот. Кроме того имеется большое природное подземное водохранилище водой из которого снабжаются несколько микрорайонов Йошкар-Олы.
Лесные ресурсы
Леса занимают 194788 га территории. В лесах обитают 46 видов животных и 150 — птиц. Действуют заказник «Устье-Кундышский», созданный 20 сентября 1968 года с целью охраны промысловых птиц и животных, и заповедник «Большая Кокшага», созданный в 1993 году для сохранения уникальной флоры и фауны.

## История
Район образован 6 декабря 1943 года из 12 сельсоветов Йошкар-Олинского района. 11 марта 1959 года к Медведевскому району была присоединена часть территории упразднённого Семёновского района.

## Население
| 2002    | 2009    | 2010    | 2011    | 2012    | 2013    | 2014    | 2015    |
| ------- | ------- | ------- | ------- | ------- | ------- | ------- | ------- |
| 53 848  | ↗66 486 | ↗67 703 | ↗67 808 | ↗68 066 | ↗68 075 | ↘68 000 | ↘67 620 |
| 2016    | 2017    | 2018    | 2019    | 2020    | 2021    | 2023    |         |
| ↘67 079 | ↘67 078 | ↘67 018 | ↗67 109 | ↗68 082 | ↗68 554 | ↘67 681 |         |

### Урбанизация
В городских условиях (пгт Краснооктябрьский и Медведево) проживают 37.45 % населения района.

### Национальный состав
Национальный состав населения Медведевского района согласно Всероссийской переписи населения 2010 года. По данным переписи в районе встречаются представители более 54 национальностей.
| № |                           | Численность населения, чел. (2010) | % от всего | % от указав- ших нацио- наль- ность |
| - | ------------------------- | ---------------------------------- | ---------- | ----------------------------------- |
|   | всего                     | 67 703                             | 100,00 %   |                                     |
| 1 | Русские                   | 30 667                             | 45,30 %    | 48,31 %                             |
| 2 | Марийцы                   | 28 790                             | 42,52 %    | 45,35 %                             |
| 3 | Татары                    | 2160                               | 3,19 %     | 3,40 %                              |
| 4 | Чуваши                    | 541                                | 0,80 %     | 0,85 %                              |
| 5 | Армяне                    | 146                                | 0,22 %     | 0,23 %                              |
| 6 | Удмурты                   | 134                                | 0,20 %     | 0,21 %                              |
| 7 | Белорусы                  | 100                                | 0,15 %     | 0,16 %                              |
| 8 | Азербайджанцы             | 78                                 | 0,12 %     | 0,12 %                              |
| 9 | Мордва                    | 67                                 | 0,10 %     | 0,11 %                              |
|   | другие                    | 795                                | 1,13 %     | 1,25 %                              |
|   | указали национальность    | 63 478                             | 93,76 %    | 100,00 %                            |
|   | не указали национальность | 4225                               | 6,24 %     |                                     |

По итогам переписи населения 2020 года проживали следующие национальности (национальности менее 0,1 % и другое см. в сноске к строке «Другие»):
| Национальность | Численность, чел. | Доля     |
| -------------- | ----------------- | -------- |
| Русские        | 38 676            | 56,42 %  |
| Марийцы        | 24 544            | 35,80 %  |
| Татары         | 2247              | 3,28 %   |
| Чуваши         | 309               | 0,45 %   |
| Украинцы       | 151               | 0,22 %   |
| Удмурты        | 93                | 0,14 %   |
| Армяне         | 84                | 0,12 %   |
| Азербайджанцы  | 72                | 0,11 %   |
| Другие         | 2378              | 3,46 %   |
| Итого          | 68 554            | 100,00 % |

## Органы власти

### Администрация
Администрация Медеведевского муниципального района является органом исполнительной власти района.
Главой администрации Медведевского района с 4 апреля 1996 года по 2014 год являлся Даиль Габдуллович Шагиахметов. 6 октября 2014 года главой администрации был избран Алексей Вячеславович Плотников, работавший ранее первым заместителем министра государственного имущества Республики Марий Эл. 4 декабря 2015 года Алексей Плотников подал в отставку, исполняющим обязанности был назначен первый заместитель Денис Сергеевич Окулов. 31 декабря 2015 года Денис Окулов был избран главой администрации.

### Собрание депутатов
Собрание депутатов муниципального образования «Медведевский муниципальный район» является органом законодательной власти. Председателем собрания депутатов является глава муниципального образования «Медведевский муниципальный район» С 30 сентября 2014 года главой муниципального образования был бывший глава администрации Даиль Габдуллович Шагиахметов. С 4 октября 2019 года на этот пост избран Рузяль Нуриазданович Усманов.

## Административное деление
В Медведевский район как административно-территориальную единицу входят 2 посёлка городского типа (пгт) и 16 сельских округов. Сельские округа одноимённы образованным в их границах сельским поселениям, а пгт — городским поселениям.
В Медведевский муниципальный район входят 18 муниципальных образований, в том числе 2 городских поселения и 16 сельских поселений
| №        | Муниципальное образование | Административный центр  | Количество населённых пунктов | Население (чел.) | Площадь (км²) |
| -------- | ------------------------- | ----------------------- | ----------------------------- | ---------------- | ------------- |
| 1e-06    | Городские поселения:      |                         |                               |                  |               |
| 1        | Краснооктябрьский         | пгт Краснооктябрьский   | 1                             | ↘3546            | 81,85         |
| 2        | Медведево                 | пгт Медведево           | 1                             | ↗21 799          | 8,05          |
| 2.000002 | Сельские поселения:       |                         |                               |                  |               |
| 3        | Азановское                | село Азаново            | 10                            | ↘1783            | 49,49         |
| 4        | Азяковское                | деревня Среднее Азяково | 11                            | ↘1536            | 575,92        |
| 5        | Ежовское                  | село Ежово              | 6                             | ↘1710            | 47,95         |
| 6        | Знаменское                | посёлок Знаменский      | 8                             | ↘3887            | 50,92         |
| 7        | Кузнецовское              | село Кузнецово          | 10                            | ↘2660            | 69,70         |
| 8        | Кундышское                | посёлок Силикатный      | 3                             | ↘4103            | 280,58        |
| 9        | Куярское                  | посёлок Куяр            | 5                             | ↘3010            | 254,68        |
| 10       | Люльпанское               | деревня Люльпаны        | 19                            | ↘1856            | 248,68        |
| 11       | Нурминское                | село Нурма              | 14                            | ↘2245            | 372,63        |
| 12       | Пекшиксолинское           | деревня Пекшиксола      | 11                            | ↗4079            | 51,80         |
| 13       | Русско-Кукморское         | деревня Русский Кукмор  | 4                             | ↘1476            | 39,32         |
| 14       | Руэмское                  | посёлок Руэм            | 13                            | ↘5731            | 57,42         |
| 15       | Сенькинское               | деревня Сенькино        | 5                             | ↘1672            | 27,97         |
| 16       | Сидоровское               | деревня Сидорово        | 11                            | ↘2432            | 377,84        |
| 17       | Шойбулакское              | село Шойбулак           | 27                            | ↘3006            | 187,74        |
| 18       | Юбилейное                 | посёлок Юбилейный       | 1                             | ↘1150            | 8,63          |

Административное деление Медведевского района

Законом Республики Марий Эл от 30 декабря 2013 года, Пижменское, Туршинское и Люльпанское сельские поселения были объединены в новое муниципальное образование со статусом сельского поселения с административным центром в деревне Люльпаны; Нужъяльское и Нурминское сельские поселения  были объединены в новое муниципальное образование со статусом сельского поселения с административным центром в селе Нурма.

### Населённые пункты
В Медведевском районе 160 населённых пунктов.
| №   | Населённый пункт        | Тип     | Население | Муниципальное образование             |
| --- | ----------------------- | ------- | --------- | ------------------------------------- |
| 1   | Азаново                 | село    | ↘1768     | Азановское сельское поселение         |
| 2   | Акиндулкино             | деревня | ↗92       | Шойбулакское сельское поселение       |
| 3   | Аксаркино               | деревня | ↗191      | Шойбулакское сельское поселение       |
| 4   | Арбаны                  | деревня | →398      | Нурминское сельское поселение         |
| 5   | Аргамач                 | деревня | →0        | Нурминское сельское поселение         |
| 6   | Аэропорт                | посёлок | ↗314      | Сенькинское сельское поселение        |
| 7   | Бахтиарово              | деревня | ↘34       | Азановское сельское поселение         |
| 8   | Большая Ноля            | деревня | →321      | Сидоровское сельское поселение        |
| 9   | Большая Убрень          | деревня | ↘34       | Люльпанское сельское поселение        |
| 10  | Большие Шапы            | деревня | ↘40       | Азяковское сельское поселение         |
| 11  | Большой Шаплак          | деревня | ↗94       | Шойбулакское сельское поселение       |
| 12  | Большой Яшнур           | деревня | ↘128      | Пекшиксолинское сельское поселение    |
| 13  | Верхнее Азяково         | деревня | ↘145      | Азяковское сельское поселение         |
| 14  | Вознесенский            | посёлок | ↗156      | Знаменское сельское поселение         |
| 15  | Выползово               | деревня | →0        | Азановское сельское поселение         |
| 16  | Гари                    | деревня | ↗49       | Знаменское сельское поселение         |
| 17  | Головино                | деревня | →30       | Люльпанское сельское поселение        |
| 18  | Голубое Озеро           | посёлок | →3        | Шойбулакское сельское поселение       |
| 19  | Данилкино               | деревня | →126      | Нурминское сельское поселение         |
| 20  | Дорожный                | посёлок | ↘536      | Сенькинское сельское поселение        |
| 21  | Ежово                   | село    | ↘1592     | Ежовское сельское поселение           |
| 22  | Елемучаш                | деревня | →14       | Кузнецовское сельское поселение       |
| 23  | Елемучаш                | деревня | →116      | Нурминское сельское поселение         |
| 24  | Ельняги                 | деревня | ↘200      | Пекшиксолинское сельское поселение    |
| 25  | Есенейсола              | деревня | →83       | Кузнецовское сельское поселение       |
| 26  | Загуры                  | деревня | ↗135      | Сидоровское сельское поселение        |
| 27  | Зверево                 | деревня | →2        | Люльпанское сельское поселение        |
| 28  | Зелёный                 | посёлок | →202      | Сидоровское сельское поселение        |
| 29  | Знаменский              | посёлок | ↗3219     | Знаменское сельское поселение         |
| 30  | Какшансола              | деревня | ↘120      | Сенькинское сельское поселение        |
| 31  | Кельмекеево             | деревня | →8        | Азановское сельское поселение         |
| 32  | Ким                     | деревня | →299      | Кузнецовское сельское поселение       |
| 33  | Киндулкино              | деревня | →5        | Ежовское сельское поселение           |
| 34  | Ключевая                | деревня | ↘24       | Азановское сельское поселение         |
| 35  | Корта                   | деревня | ↘483      | Куярское сельское поселение           |
| 36  | Краснооктябрьский       | пгт     | ↘3546     | городское поселение Краснооктябрьский |
| 37  | Красовка                | деревня | →9        | Руэмское сельское поселение           |
| 38  | Крутой Овраг            | деревня | ↗319      | Руэмское сельское поселение           |
| 39  | Кугенерка               | деревня | ↘55       | Знаменское сельское поселение         |
| 40  | Кугуван                 | деревня | ↘10       | Шойбулакское сельское поселение       |
| 41  | Кузнецово               | село    | ↗1887     | Кузнецовское сельское поселение       |
| 42  | Кундыш                  | посёлок | →35       | Кундышское сельское поселение         |
| 43  | Купсола                 | деревня | ↗300      | Шойбулакское сельское поселение       |
| 44  | Купсолинский            | посёлок | ↘46       | Шойбулакское сельское поселение       |
| 45  | Куптур                  | деревня | →45       | Шойбулакское сельское поселение       |
| 46  | Курманаево              | деревня | ↘122      | Люльпанское сельское поселение        |
| 47  | Курукнур                | деревня | ↗97       | Шойбулакское сельское поселение       |
| 48  | Кучки                   | деревня | ↘69       | Азяковское сельское поселение         |
| 49  | Кучкинское Лесничество  | посёлок | ↘10       | Азяковское сельское поселение         |
| 50  | Куяр                    | посёлок | ↘1440     | Куярское сельское поселение           |
| 51  | Кюшнур                  | деревня | ↘72       | Шойбулакское сельское поселение       |
| 52  | Лавровка                | деревня | →23       | Руэмское сельское поселение           |
| 53  | Лебедевский             | посёлок | ↘10       | Шойбулакское сельское поселение       |
| 54  | Лесной                  | посёлок | ↗347      | Куярское сельское поселение           |
| 55  | Лесной                  | посёлок | ↘86       | Шойбулакское сельское поселение       |
| 56  | Люльпаны                | деревня | ↘1052     | Люльпанское сельское поселение        |
| 57  | Малая Речка             | деревня | ↘38       | Люльпанское сельское поселение        |
| 58  | Малая Турша             | деревня | ↘97       | Люльпанское сельское поселение        |
| 59  | Малиновка               | деревня | →14       | Руэмское сельское поселение           |
| 60  | Малиновский             | посёлок | →26       | Руэмское сельское поселение           |
| 61  | Малое Акашево           | деревня | ↘5        | Ежовское сельское поселение           |
| 62  | Малые Люльпаны          | деревня | ↗116      | Нурминское сельское поселение         |
| 63  | Малые Мазары            | деревня | →138      | Нурминское сельское поселение         |
| 64  | Малые Шапы              | деревня | ↘86       | Азяковское сельское поселение         |
| 65  | Малый Шаплак            | деревня | ↘96       | Шойбулакское сельское поселение       |
| 66  | Малый Яшнур             | деревня | ↘42       | Пекшиксолинское сельское поселение    |
| 67  | Мамьярово               | деревня | ↗74       | Кузнецовское сельское поселение       |
| 68  | Мари-Ушем               | деревня | ↗38       | Шойбулакское сельское поселение       |
| 69  | Медведево               | пгт     | ↗21 799   | городское поселение Медведево         |
| 70  | Митькино                | деревня | ↘119      | Пекшиксолинское сельское поселение    |
| 71  | Митюково                | деревня | ↗202      | Руэмское сельское поселение           |
| 72  | Нердашево               | деревня | ↘48       | Азановское сельское поселение         |
| 73  | Нефедкино               | деревня | →124      | Нурминское сельское поселение         |
| 74  | Нижнее Азяково          | деревня | ↘31       | Азяковское сельское поселение         |
| 75  | Никиткино               | деревня | ↘117      | Знаменское сельское поселение         |
| 76  | Новая Кушма             | деревня | →3        | Шойбулакское сельское поселение       |
| 77  | Новое Комино            | деревня | →528      | Кузнецовское сельское поселение       |
| 78  | Новое Широково          | деревня | →16       | Люльпанское сельское поселение        |
| 79  | Новотроицк              | деревня | ↗535      | Сидоровское сельское поселение        |
| 80  | Новый                   | посёлок | ↗2060     | Пекшиксолинское сельское поселение    |
| 81  | Нолька                  | деревня | ↗134      | Руэмское сельское поселение           |
| 82  | Ноля-Вершина            | деревня | ↗135      | Руэмское сельское поселение           |
| 83  | Нужъялы                 | деревня | ↗104      | Нурминское сельское поселение         |
| 84  | Нужъялы                 | посёлок | ↘535      | Нурминское сельское поселение         |
| 85  | Нужъяльское Лесничество | посёлок | ↘21       | Нурминское сельское поселение         |
| 86  | Нурма                   | село    | ↘1032     | Нурминское сельское поселение         |
| 87  | Ныръял                  | деревня | →205      | Нурминское сельское поселение         |
| 88  | Нюхта                   | деревня | ↗155      | Шойбулакское сельское поселение       |
| 89  | Ореховка                | деревня | →62       | Руэмское сельское поселение           |
| 90  | Орешкино                | деревня | ↗148      | Шойбулакское сельское поселение       |
| 91  | Орловка                 | деревня | →1        | Люльпанское сельское поселение        |
| 92  | Оршасола                | деревня | ↗54       | Кузнецовское сельское поселение       |
| 93  | Ошла                    | посёлок | ↗40       | Нурминское сельское поселение         |
| 94  | Ошламучаш               | деревня | ↗25       | Шойбулакское сельское поселение       |
| 95  | Ошурга                  | деревня | ↗280      | Пекшиксолинское сельское поселение    |
| 96  | Паганур                 | деревня | ↘139      | Знаменское сельское поселение         |
| 97  | Пайгишево               | деревня | →1        | Азановское сельское поселение         |
| 98  | Пекшиксола              | деревня | ↗824      | Пекшиксолинское сельское поселение    |
| 99  | Пеленгер                | деревня | ↗23       | Шойбулакское сельское поселение       |
| 100 | Пемба                   | посёлок | ↘1561     | Куярское сельское поселение           |
| 101 | Песчаный                | посёлок | ↗179      | Куярское сельское поселение           |
| 102 | Петриково               | деревня | ↘28       | Азановское сельское поселение         |
| 103 | Петяково                | деревня | ↘73       | Азановское сельское поселение         |
| 104 | Пижма                   | деревня | →657      | Люльпанское сельское поселение        |
| 105 | Покровка                | деревня | ↗22       | Руэмское сельское поселение           |
| 106 | Поланур                 | деревня | →66       | Шойбулакское сельское поселение       |
| 107 | Пуял                    | деревня | →21       | Русско-Кукморское сельское поселение  |
| 108 | Русский Кукмор          | деревня | ↗1895     | Русско-Кукморское сельское поселение  |
| 109 | Руэм                    | посёлок | ↗4922     | Руэмское сельское поселение           |
| 110 | Рябинка                 | деревня | ↗105      | Руэмское сельское поселение           |
| 111 | Савкино Поле            | деревня | ↗4        | Шойбулакское сельское поселение       |
| 112 | Салтак-Корем            | деревня | ↗94       | Пекшиксолинское сельское поселение    |
| 113 | Светлый                 | посёлок | →555      | Сидоровское сельское поселение        |
| 114 | Сенькино                | деревня | ↗773      | Сенькинское сельское поселение        |
| 115 | Сидорово                | деревня | ↗321      | Сидоровское сельское поселение        |
| 116 | Силикатный              | посёлок | ↘1639     | Кундышское сельское поселение         |
| 117 | Соболевский             | посёлок | ↘150      | Азяковское сельское поселение         |
| 118 | Соловьи                 | деревня | →2        | Люльпанское сельское поселение        |
| 119 | Сосново                 | деревня | ↘179      | Сенькинское сельское поселение        |
| 120 | Сосновый Бор            | посёлок | →80       | Сидоровское сельское поселение        |
| 121 | Среднее Азяково         | деревня | ↘701      | Азяковское сельское поселение         |
| 122 | Средняя Турша           | деревня | ↘340      | Люльпанское сельское поселение        |
| 123 | Старое Комино           | деревня | →258      | Кузнецовское сельское поселение       |
| 124 | Старожильск             | посёлок | ↘103      | Азяковское сельское поселение         |
| 125 | Студёнка                | посёлок | →175      | Сидоровское сельское поселение        |
| 126 | Сурок                   | посёлок | ↗2629     | Кундышское сельское поселение         |
| 127 | Сурты                   | село    | →22       | Русско-Кукморское сельское поселение  |
| 128 | Сухоречье               | деревня | →2        | Люльпанское сельское поселение        |
| 129 | Тойкино                 | деревня | ↗226      | Пекшиксолинское сельское поселение    |
| 130 | Томшарово               | деревня | ↗201      | Ежовское сельское поселение           |
| 131 | Тумер                   | деревня | →14       | Шойбулакское сельское поселение       |
| 132 | Тумерсола               | деревня | ↗100      | Пекшиксолинское сельское поселение    |
| 133 | Турша                   | посёлок | →1        | Люльпанское сельское поселение        |
| 134 | Туршемучаш              | деревня | →132      | Люльпанское сельское поселение        |
| 135 | Устье Кундыш            | посёлок | →2        | Сидоровское сельское поселение        |
| 136 | Федоскино               | деревня | ↗130      | Знаменское сельское поселение         |
| 137 | Цибикнур                | село    | ↗666      | Шойбулакское сельское поселение       |
| 138 | Черкасово               | деревня | →6        | Русско-Кукморское сельское поселение  |
| 139 | Чернушка                | посёлок | →65       | Сидоровское сельское поселение        |
| 140 | Шап                     | посёлок | →25       | Сидоровское сельское поселение        |
| 141 | Шапы                    | деревня | ↘150      | Азяковское сельское поселение         |
| 142 | Шеклянур                | деревня | ↘308      | Азяковское сельское поселение         |
| 143 | Шихмамат                | деревня | →74       | Шойбулакское сельское поселение       |
| 144 | Шойбулак                | село    | ↗1281     | Шойбулакское сельское поселение       |
| 145 | Шоядур                  | деревня | ↗242      | Пекшиксолинское сельское поселение    |
| 146 | Шуашнур                 | деревня | →0        | Кузнецовское сельское поселение       |
| 147 | Юбилейный               | посёлок | ↘1150     | Юбилейное сельское поселение          |
| 148 | Юж-Изыгачево            | деревня | ↘20       | Люльпанское сельское поселение        |
| 149 | Юж-Озерный              | деревня | ↘27       | Люльпанское сельское поселение        |
| 150 | Юж-Сапарово             | деревня | ↘37       | Люльпанское сельское поселение        |
| 151 | Юж-Толешево             | деревня | ↘70       | Люльпанское сельское поселение        |
| 152 | Юркино                  | деревня | ↗107      | Шойбулакское сельское поселение       |
| 153 | Юшково                  | деревня | ↗146      | Кузнецовское сельское поселение       |
| 154 | Яметкино                | деревня | ↘103      | Знаменское сельское поселение         |
| 155 | Яндушево                | деревня | →75       | Азановское сельское поселение         |
| 156 | Яныкайсола              | деревня | ↗379      | Нурминское сельское поселение         |
| 157 | Яныково                 | деревня | ↘101      | Руэмское сельское поселение           |
| 158 | Ятманово                | деревня | ↗53       | Ежовское сельское поселение           |
| 159 | Яшково                  | деревня | ↘52       | Шойбулакское сельское поселение       |
| 160 | Яшмаково                | деревня | ↗141      | Ежовское сельское поселение           |

## Экономика
Сельское хозяйство
В районе имеется 15 сельхозпредприятий, более 140 фермерских хозяйств. Район производит около 1/3 всей сельскохозяйственной продукции республики. Пахотные земли занимают 43828 га территории, сенокос и пастбища — 13582 га и 922 га земли занимают фермерские хозяйства района.

## Культура и образование
В районе имеется 28 общеобразовательных школ.

## Здравоохранение
В районе имеется 23 учреждениях здравоохранения (больницы, фельдшерские пункты).

## Известные жители
- Архипова, Элина Анатольевна (род. 1960, д. Большой Шаплак) — марийский композитор, педагог, музыкальный деятель.
- Виноградов, Владислав Петрович (1899, с. Кузнецово — 1962) — советский военачальник, генерал-лейтенант.
- Волков, Лев Николаевич (1923, с. Большое Акашево — 1945) — полный кавалер ордена Славы[48].
- Товашов, Михаил Миронович (1881, д. Сосновка — 1939) — военный и политический деятель, литератор-публицист.